# خانه بیات
خانه بیات در شیراز، خیابان بین الحرمین، محله بیات واقع شده و این اثر در تاریخ ۲۵ اسفند ۱۳۷۹ با شمارهٔ ثبت ۳۰۶۴ به‌عنوان یکی از آثار ملی ایران به ثبت رسیده است.